# Ian Smith (kostarykański piłkarz)
Ian Rey Smith Quirós (ur. 6 marca 1998 w Guápiles) – kostarykański piłkarz występujący na pozycji prawego obrońcy, reprezentant Kostaryki, od 2020 roku zawodnik Alajuelense.

## Kariera klubowa
Smith wychowywał się w Coopevigua 2, jednej z dzielnic miejscowości Guápiles w prowincji Limón. Jest jedynakiem, jego ojciec był w przeszłości amatorskim piłkarzem. Uczęszczał do prywatnej szkoły San Francisco de Asís, a następnie do dwujęzycznego liceum Liceo Experimental Bilingüe de Pococí. W wieku siedmiu lat rozpoczął treningi w szkółce juniorskiej lokalnego klubu Santos de Guápiles. Do pierwszej drużyny został włączony przez szkoleniowca Césara Eduardo Méndeza i w kostarykańskiej Primera División zadebiutował 5 kwietnia 2015 w wygranym 1:0 spotkaniu z UCR. Dzięki udanym występom w reprezentacjach juniorskich był obiektem zainteresowania ze strony czołowych klubów krajowych, a także zespołów z Francji, Portugalii i Skandynawii. W listopadzie 2015 przebywał na pięciodniowych testach we francuskim Stade Rennais. W kwietniu 2016 rozpoczął treningi ze szwedzkim Hammarby IF, a trzy miesiące później został wypożyczony przez ekipę ze Sztokholmu z opcją wykupu. W drużynie Hammarby osiemnastolatek spędził pół roku, jednak nie zanotował żadnego występu w seniorskiej drużynie – grał wyłącznie w młodzieżowej lidze szwedzkiej, triumfując z Hammarby w tych rozgrywkach.
Po powrocie do Santosu, Smith wywalczył sobie niepodważalne miejsce w wyjściowym składzie, mimo młodego wieku zostając czołowym obrońcą ligi kostarykańskiej. Imponował szybkością, grą w obronie i podłączaniem się do akcji ofensywnych, w mediach coraz częściej zaczęto go określać następcą Cristiana Gamboi. Wyróżniał się między innymi w rozgrywkach środkowoamerykańskiej Ligi CONCACAF, sensacyjnie docierając ze swoją drużyną do finału tego turnieju. W styczniu 2018 powrócił do Szwecji, podpisując trzyletnią umowę z tamtejszym IFK Norrköping.

## Kariera reprezentacyjna
W lutym 2015 Smith został powołany przez Marcelo Herrerę do reprezentacji Kostaryki U-17 na Mistrzostwa Ameryki Północnej U-17. Uprzednio występował w środkowoamerykańskich kwalifikacjach do tego turnieju (rozegrał w nich pełne dwa mecze). Podczas finałowego turnieju rozgrywanego w Hondurasie był podstawowym zawodnikiem swojej drużyny i wystąpił we wszystkich sześciu możliwych spotkaniach w wyjściowym składzie, zaś jego kadra zajęła trzecie miejsce w rozgrywkach. Siedem miesięcy później znalazł się w składzie na Mistrzostwa Świata U-17 w Chile, gdzie rozegrał cztery z pięciu możliwych meczów (wszystkie w wyjściowej jedenastce). Kostarykańczycy odpadli natomiast z juniorskiego mundialu w ćwierćfinale po porażce z Belgią (0:1).
W lutym 2017 Smith znalazł się w ogłoszonym przez Herrerę składzie reprezentacji Kostaryki U-20 na Mistrzostwa Ameryki Północnej U-20. Rozegrał wówczas cztery z pięciu możliwych spotkań (wszystkie z nich w pierwszym składzie), a Kostarykańczycy – pełniący wówczas rolę gospodarzy – uplasowali się na czwartym miejscu w kontynentalnym turnieju. W maju został powołany na Mistrzostwa Świata w Korei Płd. Na swoim kolejnym mundialu znów pełnił rolę podstawowego obrońcy swojej kadry i wystąpił we wszystkich czterech meczach (z czego we trzech w wyjściowym składzie), a jego drużyna zakończyła swój udział w krajowym czempionacie na 1/8 finału, ulegając późniejszemu triumfatorowi – Anglii (1:2).
W seniorskiej reprezentacji Kostaryki Smith zadebiutował za kadencji selekcjonera Óscara Ramíreza, 23 marca 2018 w wygranym 1:0 meczu towarzyskim ze Szkocją.